# 長崎市立淵中学校
長崎市立淵中学校（ながさきしりつふちちゅうがっこう、Nagasaki City Fuchi Junior High School）は、長崎県長崎市梁川町
にある公立中学校。

## 概要
歴史
長崎市立淵中学校は戦前に開校した「淵高等小学校」、「淵国民学校高等科」を前身としている。尋常小学校（6年間）卒業後の2年間学ぶ学校だったので、学制改革の際には、小学校ではなく中学校となった。
校訓
「自主・協力・創造」
校歌
作詞は福田清人、作曲は沖不可止による。3番まであり、校名の「淵中」は3番の最後に登場する。
校区
長崎市立稲佐小学校区、長崎市立城山小学校区。

## 沿革
- 1940年（昭和15年）4月1日 - 「淵高等小学校」（修業年限2年）[4]が開校。
  - 飽浦・朝日・稲佐・城山尋常高等小学校から高等科を移管され、以上の4尋常高等小学校は尋常小学校（修業年限6年）となり、各尋常小学校を卒業した生徒を受け入れる。
- 1941年（昭和16年）4月1日 - 国民学校令に伴い、「淵国民学校」（高等科）と改称。
- 1945年（昭和20年）8月9日 - 原子爆弾により校舎が破壊・焼失し、教職員・在籍児童の大半が爆死するという大きな被害を受ける。
- 1946年（昭和21年）7月20日 - 「職員児童戦災死者之碑」を建立。
- 1947年（昭和22年）
  - 4月1日 -  学制改革に伴い、「長崎市立淵中学校」（現校名）と改称。（国民学校廃止）
  - 4月15日 - 開校式を挙行。長崎市立稲佐小学校を仮校舎として使用。生徒数516名（男子258名・女子258名）、10学級でスタート。 　
  - 9月1日 - 木造2階教室の完成により稲佐仮校舎から移転し、復興式を挙行。
- 1949年（昭和24年）
  - 4月1日 - 長崎市立丸尾中学校が創立し、校舎が完成するまで淵中学校校舎を共用。
  - 6月1日 - 丸尾中学校の校舎が完成し、校舎共用を解消。
- 1956年（昭和31年）5月15日 - 校歌・校旗を制定。
- 1968年（昭和43年）6月20日 - プールが完成。
- 1984年（昭和59年）- 体育館を建替え。旧体育館の一部を原爆遺構として保存。
- 1989年（平成元年）6月13日 - 運動場にプレハブ仮設校舎建築に着工。
- 1990年（平成2年）8月30日 - 新校舎が完成し、移転。
- 1991年（平成3年）4月27日 - 新校舎落成記念式典を挙行。
- 1992年（平成4年）7月26日 - 平和モニュメント「平和の輝生」が完成。
- 1994年（平成6年）9月20日 - 福州少年交流団との交流会を実施。
- 1995年（平成7年）8月9日 - 被爆50周年慰霊、平和祈念式典を挙行。

## 学校行事
3学期制
- 体育大会は春（5月）に行われている。

## 部活動
運動部
- 軟式野球部（男子）
- サッカー部（男子）
- バスケットボール部
- ソフトテニス部
- バドミントン部
- バレーボール部（女子）
- 卓球部
- 陸上部
- 剣道部
- 水泳部

文化部
- 吹奏楽部
- パソコン部
- 美術部

## 原子爆弾の被害
淵国民学校は爆心地（北緯32度46分24.8秒 東経129度51分47.1秒 / 北緯32.773556度 東経129.863083度）から南西に1.2kmの場所に位置していた。1945年（昭和20年）5月には教員も生徒も軍需工場へ動員されており、学校教育は完全に停止していた。被爆当日、校内には三菱電機と三菱造船所の工場が併設されていて、68名が作業を行っていた。そのうち教職員が2名と工員15名が焼死した。動員先や家庭での職員、生徒の死亡者は138名と推定されている。そして鉄筋コンクリート造3階建ての本館校舎は全焼、体育館は骨組みだけになり、他の木造校舎と平屋の建物も全焼、崩壊した。
2015年（平成27年）、校内に分散していた資料をまとめて平和資料館「希望館」を開設。2025年（令和7年）3月11日にリニューアルオープンした。

## 制服
- 男子　
  - 冬服は標準的な学生服上下である。
  - 夏服はカッターシャツ、スラックスである。
- 女子　
  - 冬服はブレザー、カッターシャツ、吊りスカートである。
  - 夏服はカッターシャツ、吊りスカートである。

## 著名な出身者
- 福山雅治（シンガーソングライター・俳優）
- 増田珠（福岡ソフトバンクホークス）
- 毎熊晟矢（V・ファーレン長崎）

## アクセス
最寄りの鉄道駅
- JR九州長崎本線浦上駅
- 長崎電気軌道本線茂里町停留場

最寄りのバス停
- 長崎バス・長崎県営バス「淵中前」バス停

最寄りの国道・県道
- 国道206号線
- 長崎県道112号長崎式見港線

## 周辺
- 長崎ブリックホール
- みらい長崎ココウォーク
- 長崎市民総合プール
- 松山陸上競技場
- 活水中学校・高等学校
- 長崎県立長崎西高等学校
- 長崎市立稲佐小学校
- 長崎市立城山小学校
- 聖マリア学院小学校・中学校
- カトリック城山教会

## 関連事項
- 長崎県中学校一覧